# Peter Du Rietz
Peter Du Rietz [dʏ rjeː], född 1971 i Bromma, Stockholms län, är en svensk museiman och författare.
Du Rietz utkom 2001 med boken Isolde av Singapore på Sjöhistoriska museet efter att ha gjort en tre månader lång världsomsegling ombord på ett utflaggat RO-RO-fartyg. Han är sedan 2001 verksam som intendent på Tekniska museet i Stockholm. Där har han som redaktör och författare utkommit med böckerna  Dammsugare - städning och Electrolux (2002) och 35 mer eller mindre märkliga föremål i Tekniska museets samlingar (2005).